# Aethalina
Aethalina é um gênero de traça pertencente à família Arctiidae.

## Espécies
- Aethalina asaphes
- Aethalina plumosa